# Каролина Бехарано
Каролина Бехарано (шп. Carolina Bejarano) је колумбијска теквондоисткиња. На Светском првенству 1993. у Њујорку освојила је бронзану медаљу, прву медаљу за Колумбију на Светским првенствима у теквондоу. Такмичила се и на Светском првенству 1999. али је изгубила у другом колу. На Панамеричким играма 1995. освојила је бронзану медаљу и златну медаљу на Јужноамеричком шампионату 1997. Првакиња Колумбије била је од 1991. до 2000.

## Спољашњи извори
- Профил на сајту Теквондо дата